# Orgueil

Orgueil este o comună în departamentul Tarn-et-Garonne din sudul Franței. În 2009 avea o populație de 1.403 de locuitori.

## Monument

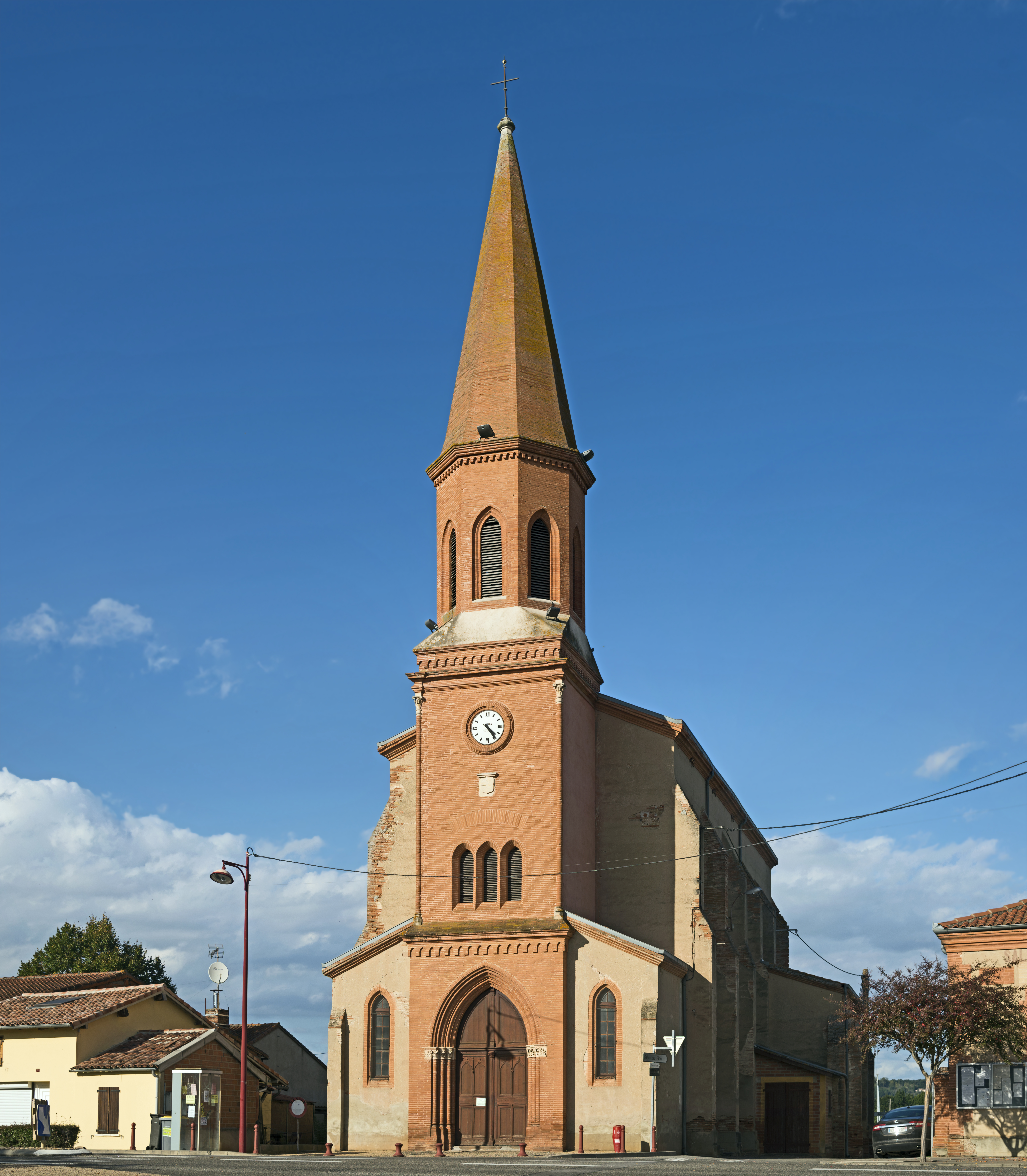
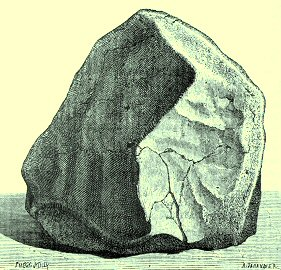

## Evoluția populației
| An        | 1975 | 1982 | 1990 | 1999 | 2006  | 2009  |
| --------- | ---- | ---- | ---- | ---- | ----- | ----- |
| Populație | 535  | 630  | 823  | 986  | 1.241 | 1.403 |